# قطعنامه ۷۷ شورای امنیت
قطعنامه ۷۷ شورای امنیت سازمان ملل متحد که در تاریخ ۱۱ اکتبر ۱۹۴۹ تصویب شد، سندی بین‌المللی دربارهٔ تسلیحات: تنظیم و کاهش است. این قطعنامه طی نشست ۴۵۰ام با ۹ موافق، ۰ مخالف و ۲ ممتنع تصویب شد.